# Hysterochelifer tauricus
Hysterochelifer tauricus är en spindeldjursart som beskrevs av Beier 1963. Hysterochelifer tauricus ingår i släktet Hysterochelifer och familjen tvåögonklokrypare. Inga underarter finns listade i Catalogue of Life.